# Кен Баумгартнер
Кен Баумгартнер (англ. Ken Baumgartner, нар. 11 березня 1966, Флін-Флон) — колишній канадський хокеїст, що грав на позиції крайнього нападника.
Провів понад 700 матчів у Національній хокейній лізі. 

## Ігрова кар'єра
Хокейну кар'єру розпочав 1987 року виступами за команду «Лос-Анджелес Кінгс» в НХЛ.
1985 року був обраний на драфті НХЛ під 245-м загальним номером командою «Баффало Сейбрс». 
Протягом професійної клубної ігрової кар'єри, що тривала 14 років, захищав кольори команд «Лос-Анджелес Кінгс», «Нью-Йорк Айлендерс», «Торонто Мейпл-Ліфс», «Майті Дакс оф Анагайм» та «Бостон Брюїнс».
Загалом провів 747 матчів у НХЛ, включаючи 51 гру плей-оф Кубка Стенлі.

## Нагороди та досягнення
- Володар Меморіального кубка в складі «Принс-Альберт Рейдерс» — 1985.

## Статистика
| Сезон        | Клуб                    | Ліга         | Регулярний сезон | Регулярний сезон | Регулярний сезон | Регулярний сезон | Регулярний сезон | Плей-оф | Плей-оф | Плей-оф | Плей-оф | Плей-оф |
| Сезон        | Клуб                    | Ліга         | І                | Г                | П                | О                | ШХ               | І       | Г       | П       | О       | ШХ      |
| ------------ | ----------------------- | ------------ | ---------------- | ---------------- | ---------------- | ---------------- | ---------------- | ------- | ------- | ------- | ------- | ------- |
| 1987–88      | «Лос-Анджелес Кінгс»    | НХЛ          | 30               | 2                | 3                | 5                | 189              | —       | —       | —       | —       | —       |
| 1988–89      | «Лос-Анджелес Кінгс»    | НХЛ          | 49               | 3                | 4                | 14               | 286              | 5       | 0       | 0       | 0       | 28      |
| 1989–90      | «Лос-Анджелес Кінгс»    | НХЛ          | 12               | 1                | 0                | 1                | 28               | —       | —       | —       | —       | —       |
| 1989–90      | «Нью-Йорк Айлендерс»    | НХЛ          | 50               | 0                | 5                | 5                | 194              | 5       | 0       | 0       | 0       | 8       |
| 1990–91      | «Нью-Йорк Айлендерс»    | НХЛ          | 78               | 1                | 6                | 7                | 282              | —       | —       | —       | —       | —       |
| 1991–92      | «Нью-Йорк Айлендерс»    | НХЛ          | 44               | 0                | 1                | 1                | 202              | —       | —       | —       | —       | —       |
| 1991–92      | «Торонто Мейпл-Ліфс»    | НХЛ          | 11               | 0                | 0                | 0                | 23               | —       | —       | —       | —       | —       |
| 1992–93      | «Торонто Мейпл-Ліфс»    | НХЛ          | 63               | 1                | 0                | 1                | 155              | —       | —       | —       | —       | —       |
| 1993–94      | «Торонто Мейпл-Ліфс»    | НХЛ          | 64               | 4                | 4                | 8                | 185              | —       | —       | —       | —       | —       |
| 1994–95      | «Торонто Мейпл-Ліфс»    | НХЛ          | 2                | 0                | 0                | 0                | 5                | —       | —       | —       | —       | —       |
| 1995–96      | «Торонто Мейпл-Ліфс»    | НХЛ          | 60               | 2                | 3                | 5                | 152              | —       | —       | —       | —       | —       |
| 1995–96      | «Майті Дакс оф Анагайм» | НХЛ          | 12               | 0                | 1                | 1                | 41               | —       | —       | —       | —       | —       |
| 1996–97      | «Майті Дакс оф Анагайм» | НХЛ          | 67               | 0                | 11               | 11               | 182              | —       | —       | —       | —       | —       |
| 1997–98      | «Бостон Брюїнс»         | НХЛ          | 82               | 0                | 1                | 1                | 199              | —       | —       | —       | —       | —       |
| 1998–99      | «Бостон Брюїнс»         | НХЛ          | 69               | 1                | 3                | 4                | 119              | —       | —       | —       | —       | —       |
| Усього в НХЛ | Усього в НХЛ            | Усього в НХЛ | 696              | 13               | 41               | 54               | 2,241            | 51      | 1       | 2       | 3       | 106     |